# Zimmerit

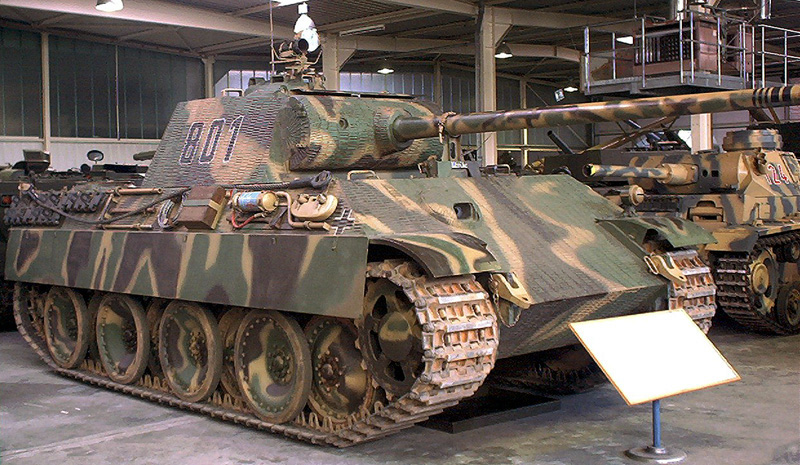
Tank Panzer V pokrytý Zimmeritem

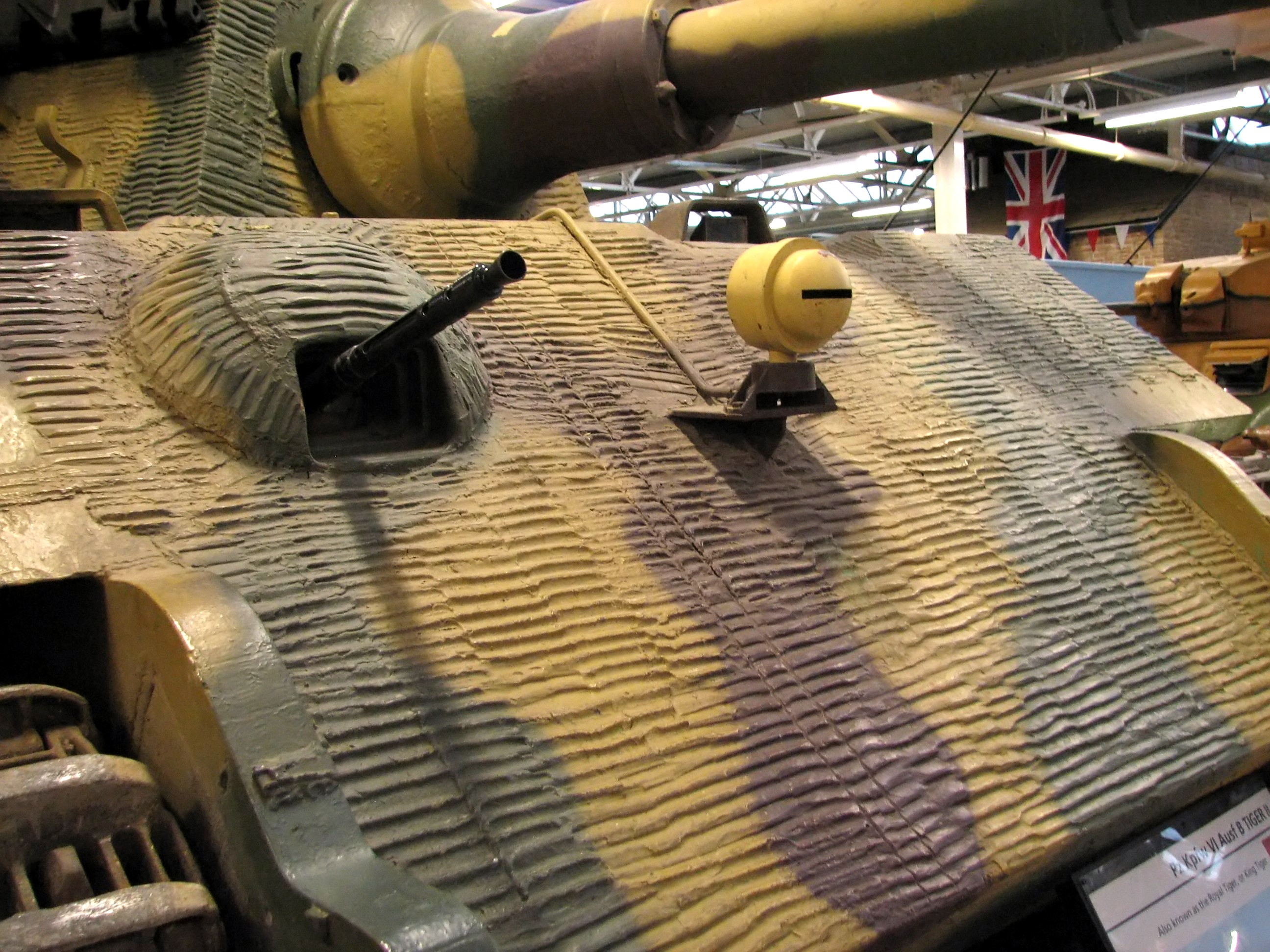
Detail nátěru tanku Tiger II v muzeu v Bovingtonu

Zimmerit byl materiál pastovité konzistence používaný za druhé světové války k ochraně tanků proti magnetickým minám.
Vyráběla jej firma Chemische Werke Zimmer AG v Německu.
Zimmerit byl podobný jemnému betonu, nanášel se zubovou stěrkou, která vytvářela charakteristický povrch.
Po chemické stránce byl Zimmerit směsí síranu barnatého (40 %), polyvinylacetátu (25 %), okrového pigmentu (15 %), sulfidu zinečnatého (10 %) a deseti procent dřevěných pilin.
Hmota tedy neobsahovala žádnou antimagnetickou látku, princip její funkce byl ve vytvoření odstupu mezi kovem tanku a magnetickou minou, která z vozidla spadla díky vlastní váze nebo vibracím. Z obavy že odražené střely způsobují vzplanutí pasty Zimmerit byla v září 1944 pozastavena tovární nanášení (v polních podmínkách se Zimmerit nanášel až do října 1944). Obavy se nakonec nepotvrdily, ale již nedošlo k obnově továrního nanášení, protože to prodlužovalo výrobu pancéřových vozidel a hrozba magnetických min byla na frontě pro německé tanky minimální.

## Vozidla používající Zimmerit
Uvedeny jsou jen typy, na které byl Zimmerit nanášen v továrně
- Panzerkampfwagen III
- Panzerkampfwagen IV
- Panther
- Tiger I – modely až od poloviny doby výroby
- Tiger II – jen rané modely
- StuG III
- StuG IV – jen rané modely
- Jagdtiger – pouze verze Porsche
- Jagdpanther – jen rané modely
- Jagdpanzer IV
- Brummbär